# 苏密特·雷迪
苏密特·雷迪（英語：Buss Sumeeth Reddy，1991年9月26日—），印度男子羽毛球運動員，專長雙打項目。

## 簡歷
2013年12月，苏密特·雷與马奴·阿特里出戰印度國際挑戰賽，在男雙決賽以2比0（21-16、21-13）擊敗中華台北的組合，贏得首個國際賽事冠軍。
2014年6月，苏密特·雷與马奴·阿特里出戰斯里蘭卡羽毛球國際賽，在男雙決賽以0比2（17-21、19-21）不敌赛会5号种子、新加坡的丹尼·巴瓦·克里斯南塔/查特·奇雅加特，赢得亚軍。同年12月，他與马奴·阿特里出战印度羽毛球國際挑戰賽，在男雙決賽以2比0（21-15、21-15）击败了同胞的拉馬錢德蘭·斯洛/桑亞姆·舒克拉，赢得冠军。
2015年1月，苏密特·雷與马奴·阿特里出戰印度羽毛球黃金大獎賽，在男雙準决赛以0比2（12-21、18-21）不敌赛会4号种子、俄罗斯的弗拉基米尔·伊万诺夫/伊万·索松诺夫。同年7月，他與马奴·阿特里出戰拉各斯羽毛球國際挑戰賽，在男雙決賽以2比0（21-17、21-17）击败了赛会头号种子、波兰的亚当·克瓦林纳/普热梅斯瓦夫·瓦查，赢得冠軍。同期7月，他與马奴·阿特里出戰俄羅斯羽毛球大獎賽，在男雙準决赛以1比2（21-19、7-21、16-21）不敌赛会头号种子、东道主的弗拉基米尔·伊万诺夫/伊万·索松诺夫。同年9月，他與马奴·阿特里出戰危地馬拉羽毛球國際賽，在男雙决赛以0比2（17-21、13-21）不敌赛会2号种子、德国的麦克·福克斯/约翰尼斯·斯科特勒，赢得亚軍。同期9月，他與马奴·阿特里出戰比利時羽毛球國際賽，在男雙决赛以2比1（22-20、19-21、22-20）力克赛会2号种子、波兰的亚当·克瓦林纳/普热梅斯瓦夫·瓦查，赢得冠軍。同样9月，他與马奴·阿特里出戰布拉格羽毛球公開賽，在男雙决赛以1比2（21-19、20-22、14-21）不敌赛会2号种子、波兰的亚当·克瓦林纳/普热梅斯瓦夫·瓦查，赢得亚軍。同年10月，他與马奴·阿特里出戰荷蘭羽毛球大獎賽，在男雙决赛以0比2（15-21、10-21）不敌赛会7号种子、马来西亚的古健傑/陳文宏，赢得亚軍。同年9月，他與马奴·阿特里出戰保加利亞羽毛球國際賽，在男雙决赛以0比2（14-21、16-21）不敌德国的拉斐尔·贝克/彼得·卡斯巴尔，赢得亚軍。同年12月，他與马奴·阿特里出戰美國羽毛球國際賽，在男雙準决赛以0比2（16-21、17-21）不敌中華台北的林家佑/巫孝霖。同期12月，他與马奴·阿特里出戰墨西哥城羽毛球大獎賽，在男雙決賽以2比0（22-20、21-18）力克泰国的博丁·伊沙拉/尼迪蓬·潘普佩克，赢得冠軍。
2016年4月，苏密特·雷與马奴·阿特里出戰秘魯羽毛球國際賽，在男雙決賽以1比2（19-21、21-18、28-30）不敌赛会2号种子、波兰的亚当·克瓦林纳/普热梅斯瓦夫·瓦查，赢得亚軍。同年6月，他與马奴·阿特里出戰加拿大羽毛球大獎賽，在男雙决赛以2比0（21-8、21-14）击败了东道主的廖顯邦/吳駿義，赢得冠軍。
2017年7月，苏密特·雷與马奴·阿特里出戰美國羽毛球黃金大獎賽，在男雙準决赛以1比2（12-21、21-12、20-22）不敌赛会头号种子、中華台北的盧敬堯/楊博涵。同年7月，他與马奴·阿特里出戰拉各斯羽毛球國際挑戰賽，在男雙决赛以2比0（21-13、21-15）击败了尼日利亚的戈德温·奥洛夫亚/阿努奥卢瓦波·朱翁·奥佩约里，赢得冠軍。同年11月，他與马奴·阿特里出戰印度羽毛球國際挑戰賽，在男雙準决赛以0比2（14-21、20-22）不敌泰国的玛尼蓬·宗集/南塔卡恩·耶特派颂。
2018年5月，苏密特·雷與马奴·阿特里出戰澳洲羽毛球公開賽，在男雙準决赛以0比2（17-21、15-21）不敌赛会头号种子、印尼的贝里·安格里亚万/哈迪安托。

## 主要比賽成績
只列出曾進入準決賽的國際賽事成績：
| 年份   | 賽事                     | 公開賽級別 | 項目     | 拍檔            | 成績   |
| ------ | ------------------------ | ---------- | -------- | --------------- | ------ |
| 2009年 | 伊朗羽毛球國際系列賽     | 國際系列賽 | 男子單打 | －              | 準決賽 |
| 2013年 | 印度羽毛球國際挑戰賽     | 國際挑戰賽 | 男子雙打 | 马奴·阿特里     | 冠軍   |
| 2014年 | 斯里蘭卡羽毛球國際賽     | 國際挑戰賽 | 男子雙打 | 马奴·阿特里     | 亞軍   |
| 2014年 | 印度羽毛球國際挑戰賽     | 國際挑戰賽 | 男子雙打 | 马奴·阿特里     | 冠軍   |
| 2015年 | 印度羽毛球黃金大獎賽     | 黃金大獎賽 | 男子雙打 | 马奴·阿特里     | 準決賽 |
| 2015年 | 美國羽毛球黃金大獎賽     | 黃金大獎賽 | 男子雙打 | 马奴·阿特里     | 亞軍   |
| 2015年 | 拉各斯羽毛球國際挑戰賽   | 國際挑戰賽 | 男子雙打 | 马奴·阿特里     | 冠軍   |
| 2015年 | 俄羅斯羽毛球大獎賽       | 大獎賽     | 男子雙打 | 马奴·阿特里     | 準決賽 |
| 2015年 | 危地馬拉羽毛球國際賽     | 國際挑戰賽 | 男子雙打 | 马奴·阿特里     | 亞軍   |
| 2015年 | 比利時羽毛球國際賽       | 國際挑戰賽 | 男子雙打 | 马奴·阿特里     | 冠軍   |
| 2015年 | 布拉格羽毛球公開賽       | 國際挑戰賽 | 男子雙打 | 马奴·阿特里     | 亞軍   |
| 2015年 | 荷蘭羽毛球大獎賽         | 大獎賽     | 男子雙打 | 马奴·阿特里     | 亞軍   |
| 2015年 | 保加利亞羽毛球國際賽     | 國際挑戰賽 | 男子雙打 | 马奴·阿特里     | 亞軍   |
| 2015年 | 巴西羽毛球大獎賽         | 大獎賽     | 男子雙打 | 马奴·阿特里     | 準決賽 |
| 2015年 | 美國羽毛球國際賽         | 國際挑戰賽 | 男子雙打 | 马奴·阿特里     | 準決賽 |
| 2015年 | 墨西哥城羽毛球大獎賽     | 大獎賽     | 男子雙打 | 马奴·阿特里     | 冠軍   |
| 2016年 | 亞洲羽毛球團體錦標賽     | 其他       | 男子團體 | －              | 季軍   |
| 2016年 | 秘魯羽毛球國際賽         | 國際挑戰賽 | 男子雙打 | 马奴·阿特里     | 亞軍   |
| 2016年 | 加拿大羽毛球大獎賽       | 大獎賽     | 男子雙打 | 马奴·阿特里     | 冠軍   |
| 2017年 | 印度羽毛球黃金大獎賽     | 黃金大獎賽 | 混合雙打 | 阿什维尼·蓬纳帕 | 亞軍   |
| 2017年 | 美國羽毛球黃金大獎賽     | 黃金大獎賽 | 男子雙打 | 马奴·阿特里     | 準決賽 |
| 2017年 | 拉各斯羽毛球國際挑戰賽   | 國際挑戰賽 | 男子雙打 | 马奴·阿特里     | 冠軍   |
| 2017年 | 印度羽毛球國際挑戰賽     | 國際挑戰賽 | 男子雙打 | 马奴·阿特里     | 準決賽 |
| 2018年 | 澳洲羽毛球公開賽         | 超級300賽  | 男子雙打 | 马奴·阿特里     | 準決賽 |
| 2018年 | 拉各斯羽毛球國際挑戰賽   | 國際挑戰賽 | 男子雙打 | 马奴·阿特里     | 冠軍   |
| 2018年 | 印度羽毛球國際挑戰賽     | 國際挑戰賽 | 男子雙打 | 阿琼·M·R        | 冠軍   |
| 2019年 | 印度羽毛球公開賽         | 超級500賽  | 男子雙打 | 马奴·阿特里     | 準決賽 |
| 2019年 | 尼泊爾羽毛球國際挑戰賽   | 國際挑戰賽 | 男子雙打 | 马奴·阿特里     | 冠軍   |
| 2019年 | 尼泊爾羽毛球國際挑戰賽   | 國際挑戰賽 | 混合雙打 | 库胡尔·加尔格   | 準決賽 |
| 2019年 | 印度羽毛球國際挑戰賽     | 國際挑戰賽 | 男子雙打 | 马奴·阿特里     | 冠軍   |
| 2019年 | 南亞運動會羽毛球比賽     | 其他       | 男子團體 | －              | 金牌   |
| 2022年 | 英聯邦運動會羽毛球比賽   | 其他       | 混合團體 | －              | 銀牌   |
| 2022年 | 馬爾代夫羽毛球國際挑戰賽 | 國際挑戰賽 | 男子雙打 | 羅漢·卡普爾     | 冠軍   |
| 2022年 | 巴林羽毛球國際系列賽     | 國際系列賽 | 混合雙打 | 玛内沙·库卡帕利 | 準決賽 |
| 2022年 | 巴林羽毛球國際挑戰賽     | 國際挑戰賽 | 混合雙打 | 玛内沙·库卡帕利 | 亞軍   |
| 2024年 | 伊朗羽毛球國際挑戰賽     | 國際挑戰賽 | 混合雙打 | 斯基·雷迪       | 亞軍   |
| 2024年 | 阿塞拜疆羽毛球國際賽     | 國際挑戰賽 | 混合雙打 | 斯基·雷迪       | 亞軍   |
| 2024年 | 西班牙馬德里羽毛球大師賽 | 超級300賽  | 混合雙打 | 斯基·雷迪       | 準決賽 |

| 2007-2017年 | 首要超級賽 | 超級賽 | 黃金大獎賽 | 大獎賽 | 國際挑戰賽 | 國際系列賽 | 未來系列賽 | 其他 |

| 2018-2026年 | 總決賽 | 超級1000賽 | 超級750賽 | 超級500賽 | 超級300賽 | 超級100賽 | 國際挑戰賽 | 國際系列賽 | 未來系列賽 | 其他 |

### 奧運會和世錦賽參賽紀錄
|          | 搭檔            | 2014 | 2015 | 2016       | 2017 | 2018 | 2019 | 2020 | 2021 | 2022 |
| -------- | --------------- | ---- | ---- | ---------- | ---- | ---- | ---- | ---- | ---- | ---- |
| 男子雙打 | 马奴·阿特里     | 16強 | 64強 | 小組第四名 | 64強 | 32強 | 32強 | －   | 64強 | 64強 |
|          |                 |      |      |            |      |      |      |      |      |      |
| 混合雙打 | 阿什维尼·蓬纳帕 | －   | －   | －         | 32強 | －   | －   | －   | －   | －   |